# Cine Ideal (carrer de Wad-ras)
El Cine Ideal estava ubicat al carrer de Wad Ras, 196 (actualment carrer Doctor Trueta, 196-198) de Barcelona.
L'edifici va ser dissenyat per l'arquitecte Pujol Brull per iniciativa de l'empresari Josep Antonín. Tenia una capacitat per a 1.600 butaques repartides entre platea i amfiteatre tot i que després es va ampliar a 2.656. Es va inaugurar el 7 d'abril de 1917. Funcionà com un cinema de barri més.
Popularment era conegut pel nom de Rellis, de rellisquin. Tenia l'origen en una pista de patinatge que hi havia hagut anteriorment al mateix lloc del cinema i que com era obvi la gent que patinava, relliscava.
Durant els primers anys només funcionava els dijous i caps de setmana i era gestionat per la mateixa empresa que l'Aliança. Al llarg d'aquests anys també va albergar celebracions d'actes socials, polítics i culturals.
El 1928 el cinema va ser adquirit per l'empresa cinematogràfica CINAES, també propietària d'altres cinemes com el Condal, el Kursaal o el Padró. Durant els anys de postguerra els espectadors van anar augmentant progressivament, ja que no hi havia gaires cinemes al barri.
Amb els anys va esdevenir un cinema de reestrena de barri. Al llarg dels anys seixanta va formar part de l'empresa Balañá.
El 13 de maig de 1984 va tancar les portes amb la projecció de Psicosis II i Paco el seguro. Poc després va començar les obres que el convertirien en un estudi cinematogràfic l'estiu de 1985. Aquest portà el nom de Plató Ideal, S. A. Aquesta empresa estava formada per l'Institut del Cinema en Català, l'empresa Balañá i Gilbert López Atalaya. Els estudis van estar llogats durant molts anys per TV3.